# Spoorlijn Lübeck - Strasburg
De spoorlijn Lübeck - Strasburg is een Duitse spoorlijn tussen Lübeck in Sleeswijk-Holstein en Strasburg in Mecklenburg-Voor-Pommeren. De lijn is als spoorlijn 1122 onder beheer van DB Netze.

## Geschiedenis
Het traject werd door de Friedrich-Franz-Eisenbahn tussen 1850 en 1870 geopend.

## Treindiensten
De Deutsche Bahn verzorgt het personenvervoer op dit traject met IC en RE treinen.
| Serie    | Treinsoort                         | Route | Bijzonderheden |
| -------- | ---------------------------------- | --- | --- |
| IC 26    | Intercity (DB Fernverkehr)         | [ [ Westerland (Sylt) – Husum ] / [ Hamburg-Altona ] – Hamburg Dammtor ] / [ Ostseebad Binz – Stralsund Hbf – Rostock Hbf – Bützow – Bad Kleinen – Schwerin Hbf ] – Hamburg Hbf – Hamburg-Harburg – Lüneburg – Uelzen – Celle – Hannover Hbf – Göttingen – Kassel-Wilhelmshöhe – [ Marburg (Lahn) – Gießen – Frankfurt (Main) Hbf – Darmstadt Hbf – Bensheim – Weinheim (Bergstraße) – Heidelberg Hbf – Bruchsal – Karlsruhe Hbf ] / [ Fulda – Würzburg Hbf – Ansbach – Augsburg Hbf – [ Buchloe – Kempten (Allgäu) Hbf – Immenstadt – Oberstdorf ] / [ München Ost – Rosenheim – [ Prien a Chiemsee – Traunstein – Freilassing – Berchtesgaden ] / [ Kufstein – Innsbruck Hbf ] ] | Enkele treinen vanaf Binz en Westerland, enkele treinen vanaf Kassel richting Augsburg. |
| IC/EC 30 | Intercity (DB Fernverkehr)         | [ [ Westerland (Sylt) – Husum ] / [ Hamburg-Altona ] – Hamburg Dammtor ] / [ Ostseebad Binz – Stralsund Hbf – Rostock Hbf – Bützow – Bad Kleinen – Schwerin Hbf ] – Hamburg Hbf – Hamburg-Harburg – Bremen Hbf – Osnabrück Hbf – Münster Hbf – Dortmund Hbf – Bochum Hbf – Essen Hbf – Duisburg Hbf – Düsseldorf Hbf – Köln Hbf – Bonn Hbf – Remagen – Andernach – Koblenz Hbf – Mainz Hbf – Mannheim Hbf – [ Heidelberg Hbf – Vaihingen (Enz) – Stuttgart Hbf ] / [ Karlsruhe Hbf – Baden-Baden – Freiburg (Breisgau) Hbf – Basel Bad Bf – Basel SBB – Zürich Hbf – Sargans – Landquart – Chur ]                                                                                  | Enkele treinen vanaf Binz en Westerland tot Stuttgart. |
| IC 56    | Intercity (DB Fernverkehr)         | [ [ Norddeich Mole ] / [ Emden Außenhafen ] – Emden Hbf – Leer (Ostfriesl) – Oldenburg (Oldb) Hbf – Bremen Hbf – Hannover Hbf – Braunschweig Hbf ] / [ Warnemünde – Rostock Hbf – Bützow – Bad Kleinen – Schwerin Hbf – Ludwigslust – Wittenberge – Stendal Hbf ] – Magdeburg Hbf – [ Halle (Saale) Hbf – Leipzig Hbf ] / [ Brandenburg Hbf – Potsdam Hbf – Berlin Hbf – Berlin Ostbahnhof – Cottbus ] | Eén trein per dag vanaf Magdeburg Hbf naar Cottbus. Eén trein per dag vanaf Warnemünde. Tussen Norddeich Mole en Bremen Hbf worden ook plaatsbewijzen van het regionale verkeer geaccepteerd. |
| RE 1     | Regional-Express (DB Regio)        | Hamburg Hbf – Büchen – Hagenow Land – Schwerin Hbf – Bad Kleinen – Bützow – Rostock Hbf | Hanse-Express 1x per twee uur, 1x per uur in de spits |
| RE 4     | RegionalExpress (DB Regio Nordost) | Lübeck Hbf – Bad Kleinen – Bützow – Güstrow – Neubrandenburg – Pasewalk – [ Szczecin Główny ] / [ Jatznick – Ueckermünde Stadthafen ] | |
| RE 5     | RegionalExpress (DB Regio Nordost) | [ Rostock Hbf – Güstrow – ] / [ Stralsund Hbf – Neubrandenburg ] – Neustrelitz Hbf – Oranienburg – Berlin Gesundbrunnen – Berlin Hbf – Jüterbog – [ Lutherstadt Wittenberg ] / [ Falkenberg (Elster) ] | |

## Aansluitingen
In de volgende plaatsen is of was er een aansluiting op de volgende spoorlijnen:
Lübeck Hauptbahnhof
DB 1100, spoorlijn tussen Lübeck en Puttgarden
DB 1113, spoorlijn tussen Lübeck en Lübeck-Travemünde Strand
DB 1120, spoorlijn tussen Lübeck en Hamburg
DB 1121, spoorlijn tussen Lübeck en Büchen
DB 1130, spoorlijn tussen Lübeck Hafen en Lübeck Hauptgüterbahnhof
DB 1137, spoorlijn tussen de aansluiting Brandenbaum en Lübeck Konstinbahnhof
lijn tussen Lübeck en Bad Segeberg
Lübeck Hauptgüterbahnhof
DB 1130, spoorlijn tussen Lübeck Hafen en Lübeck Hauptgüterbahnhof
DB 1134, spoorlijn tussen Lübeck Hauptgüterbahnhof en Lübeck-Genin
DB 1135, spoorlijn tussen Lübeck Hauptgüterbahnhof en Lübeck-St Jürgen
aansluiting Strecknitz
DB 1131, spoorlijn tussen de aansluiting Strecknitz en Lübeck-Schlutup
Schönberg
DB 6934, spoorlijn tussen Schönberg en Dassow
Grevesmühlen
DB 6931, spoorlijn tussen Grevesmühlen en Klütz
Bad Kleinen
DB 6441, spoorlijn tussen Dömitz en Wismar
Blankenberge
DB 6936, spoorlijn tussen Hornstorf en Karow
Bützow
DB 6446, spoorlijn tussen Bützow en Rostock
Güstrow
DB 6445, spoorlijn tussen Küstrow en Schwaan
DB 6939, spoorlijn tussen Meyenburg en Güstrow
Priemerburg
DB 6926, spoorlijn tussen Priemerburg en Plaaz
DB 6927, spoorlijn tussen de aansluiting Priemerwald Süd en de aansluiting Priemerwald Ost
DB 6939, spoorlijn tussen Meyenburg en Küstrow
Lalendorf
DB 6325, spoorlijn tussen Neustrelitz en Warnemünde
DB 6447, spoorlijn tussen de aansluiting Lalendorf Ost en Lalendorf
Teterow
DB 6937, spoorlijn tussen Teterow en Gnoien
Malchin
DB 6782, spoorlijn tussen Waren en Malchin
DB 6783, spoorlijn tussen Malchin en Dargun
Neubrandenburg
DB 6088, spoorlijn tussen Berlijn en Stralsund
DB 6756, spoorlijn tussen Neubrandenburg en Friedland
DB 6767, spoorlijn tussen Ludwigslust en Neubrandenburg
Strasburg
DB 6327, spoorlijn tussen Szczecin en Strasburg
DB 6766, spoorlijn tussen Prenzlau en Strasburg
DB 6942, spoorlijn tussen Buschhof en Strasburg